# Erbezzo (Pulfero)
Erbezzo (Arbeč in dialetto locale, Arbeç in friulano) è una frazione del comune di Pulfero, in provincia di Udine.
La frazione domina la valle del Natisone, non lontano dal confine con la Slovenia.
Vi si trova la chiesa parrocchiale di Sant'Andrea, costruita in origine alla fine del Cinquecento e restaurata e ampliata nel 1721 e ancora ricostruita nel 1903.
Nel campanile del 1893 si conservano tre campane, realizzate nel 1920 dopo la distruzione delle precedenti da parte dei soldati austro-ungarici durante la prima guerra mondiale: la campana maggiore (nota do, peso di 20 tonnellate) è per peso e dimensioni la maggiore della valle.